# Ossu
Ossu é uma cidade do Subdistrito de Ossu, município de Viqueque, Timor-Leste. Localizada a 622 metros acima do nível do mar encontra-se a cerca de 13 quilómetros em linha reta a norte da capital municipal de Viqueque e a cerca de 91 quilómetros a sudeste da capital Díli. Ossu é cercada por várias montanhas: o Monte Mundo Perdido a oeste, o Builo a sul, o maciço de Matebian a leste e o Fatu Laritame a norte.

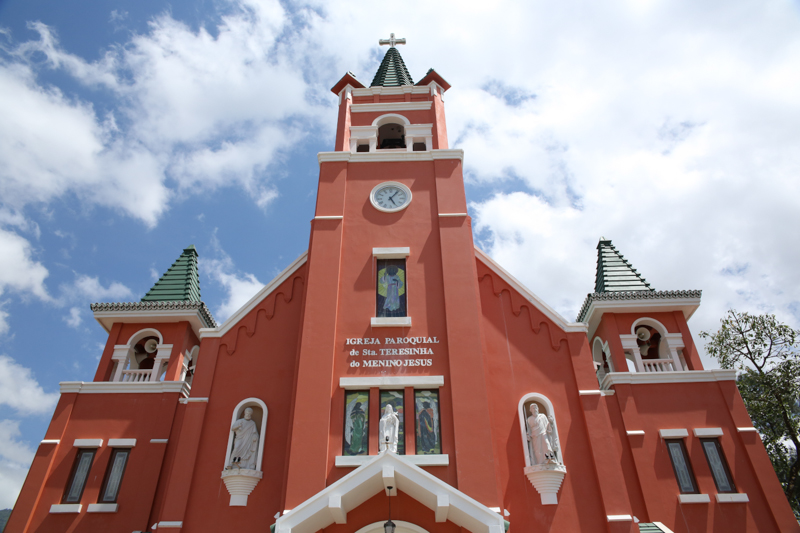
Sta. Teresinha do Menino Jesus

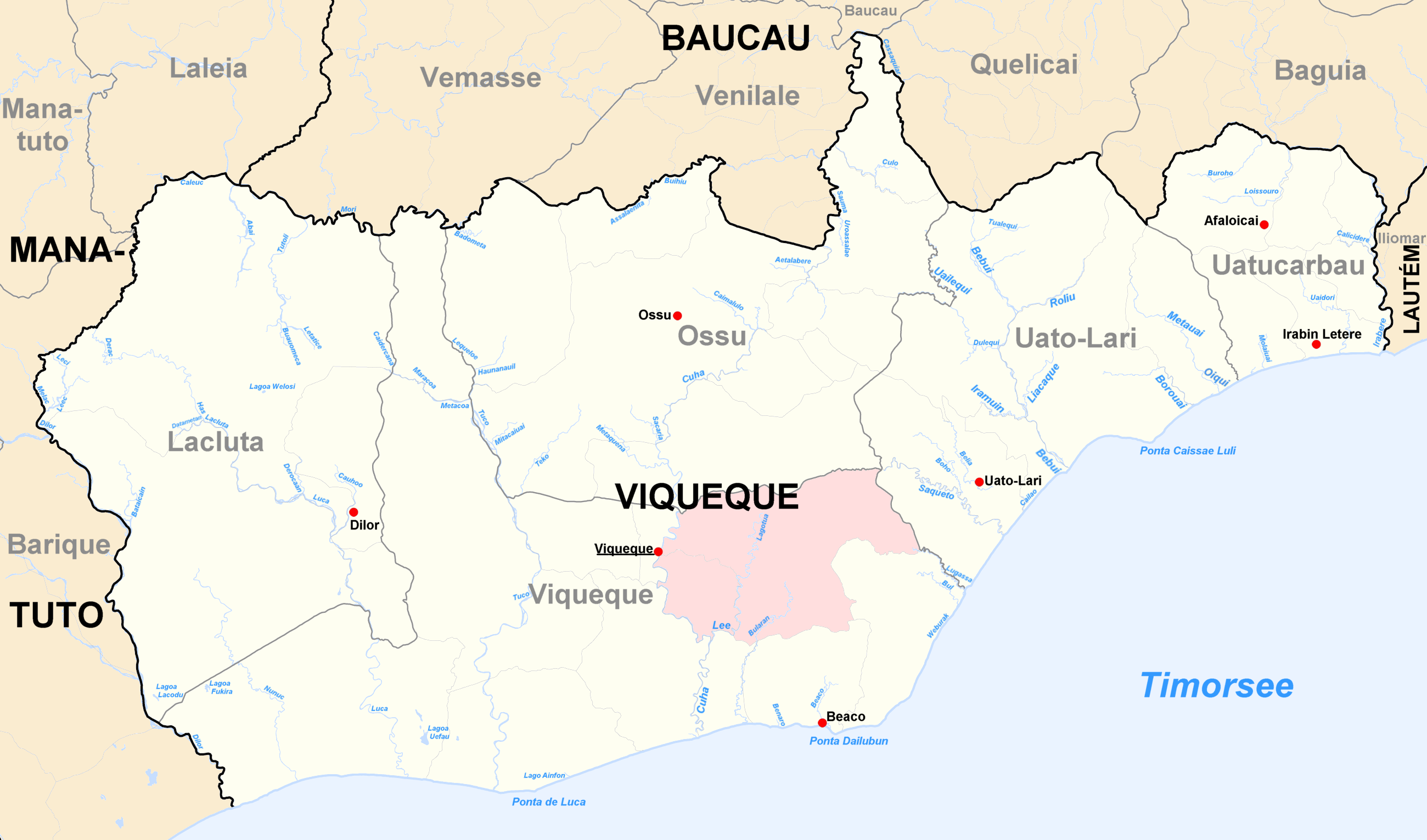
município de Viqueque

Na cidade existe um centro de saúde comunitário, um heliporto, uma escola primária, uma escola pré-secundária e uma escola secundária, a Escola Sta. Colégio Teresina.a igreja paroquial católica de Sta. Teresinha do Menino Jesus, que foi inaugurada em 30 de novembro de 2012, na cidade